# Chokladcigaretter

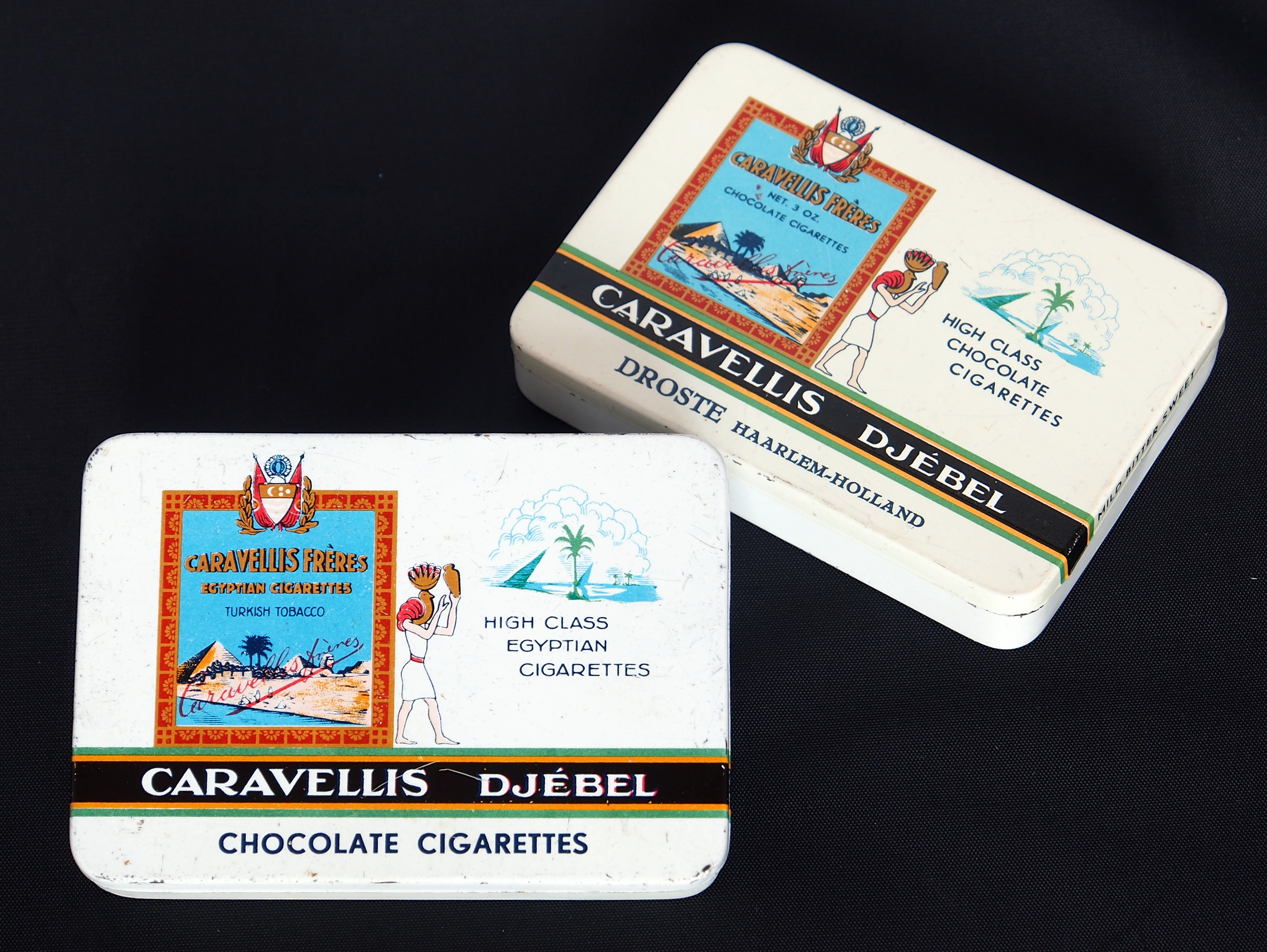
Chokladcigaretter från Droste.

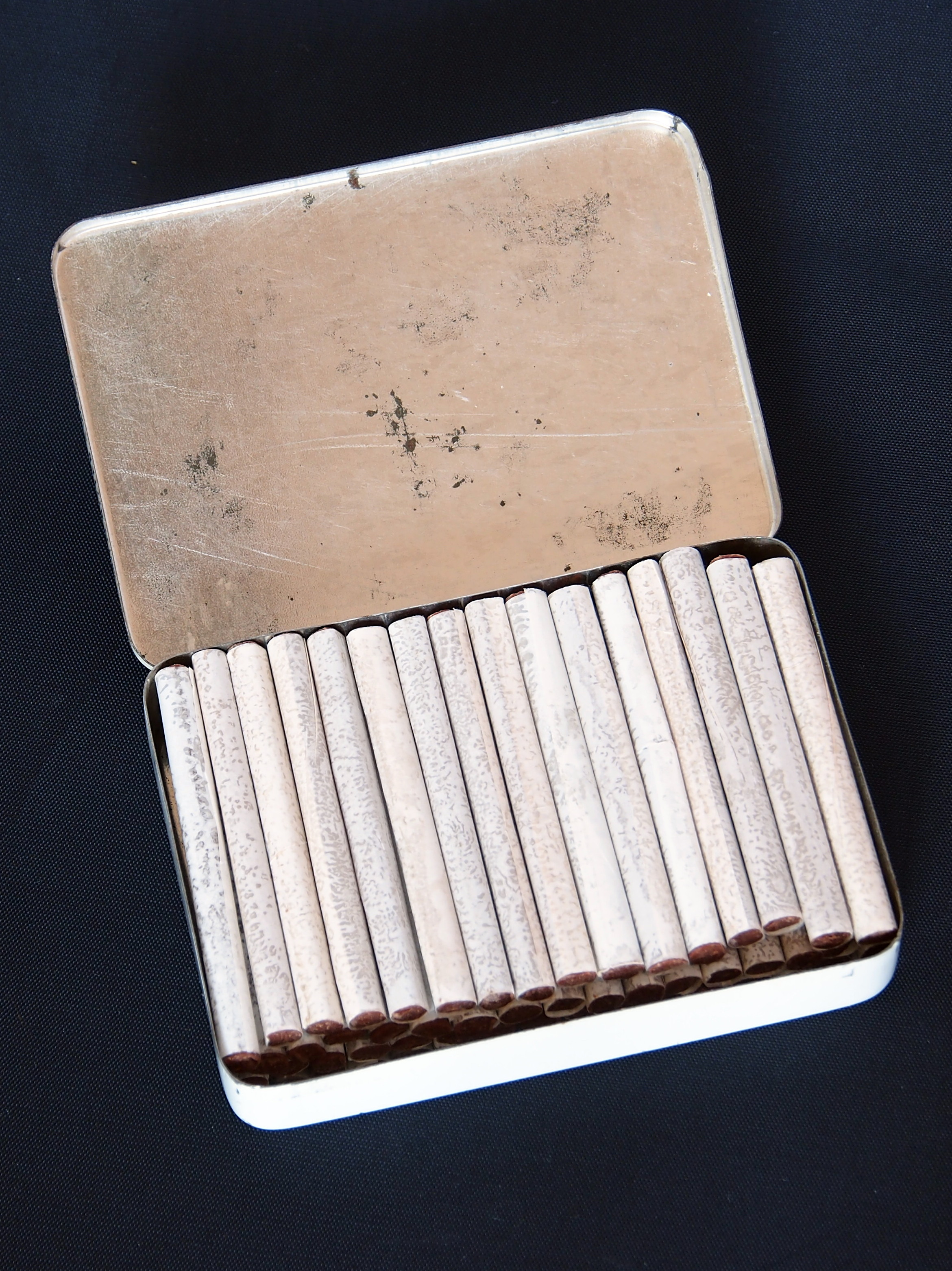
En öppnad ask med chokladcigaretter.

Chokladcigaretter eller chokladcigarretter är mjölkchokladstänger inrullade i papper och paketerade i cigarettpaket eller cigarillaskar för att likna cigaretter. De introducerades på 1800-talet och var populära under 1900-talet, men är mer sällsynta på 2000-talet. I Nederländerna har de varit vanliga som Sinterklaas-present.
Det har funnits flera lagförslag om att förbjuda chokladcigarretter och liknande produkter (som lakritspipor) för att de kan tänkas uppmuntra till tobaksrökning. Ett uppmärksammat fall var under 2002, då Europaparlamentet rekommenderade EU:s medlemsländer att förbjuda leksaker och godis som liknar tobak. I exempelvis Kanada, Storbritannien, Finland, Norge, Kuwait och Saudiarabien råder restriktioner eller förbud mot cigarettliknande godis.